# Marcus Degerlund
Marcus Degerlund, född 16 mars 1998, är en svensk fotbollsspelare som spelar för FC Stockholm. 

## Karriär

### Tiden i Västerås
Marcus Degerlund inledde karriären i Västerås IK och tog strax innan sin 15-årsdag, i mars 2013, klivet över till Västerås SK. Det blev två säsonger i Västerås SK varpå han i december 2015 skrev på ett tvåårskontrakt med Hammarby IF. Under den avslutande säsongen i Västerås hann Degerlund med att avverka seniordebuten i division 1.

### Hammarby IF
Efter att ha tillhört Hammarbys U19-lag under sin första säsong i klubben lyftes Marcus Degerlund upp i seniortruppen till säsongen 2017. Kort efter att han a-lagsdebuterat för klubben, i en träningsmatch mot Assyriska FF, förlängde han sitt kontrakt med klubben över 2018. I allsvenskans fjärde omgång fick Degerlund göra sitt första framträdande i den högsta serien, då mittbacken fick chansen från start i hemmamötet mot GIF Sundsvall den 23 april.

#### Utlåningar
Den 25 maj 2018 lånades Degerlund ut till IK Frej. Den 9 augusti 2018 lånades Degerlund ut till IFK Göteborg på ett låneavtal över resten av säsongen.
I mars 2019 lånades Degerlund återigen ut till IK Frej.

### Jönköpings Södra
I februari 2020 värvades Degerlund av Jönköpings Södra, där han skrev på ett treårskontrakt.
Han spelade sin första tävlingsmatch för Jönköping den 23 februari, i svenska cupen mot AIK. 

### Västerås SK
Den 11 augusti 2022 lånades Degerlund ut till Västerås SK på ett låneavtal över resten av säsongen.

### FC Stockholm
I februari 2023 skrev Degerlund på för FC Stockholm.

## Karriärstatistik
| Klubb                                                   | Säsong            | Inhemsk liga      | Inhemsk liga | Inhemsk liga | Nat. täv. | Nat. täv. | Internat. täv. | Internat. täv. | Totalt | Totalt |
| Klubb                                                   | Säsong            | Serie             | SM           | Mål          | SM        | Mål       | SM             | Mål            | SM     | Mål    |
| ------------------------------------------------------- | ----------------- | ----------------- | ------------ | ------------ | --------- | --------- | -------------- | -------------- | ------ | ------ |
| Västerås SK                                             | 2015              | Division 1 Norra  | 2            | 0            | 1         | 0         | 0              | 0              | 3      | 0      |
| Västerås SK                                             | Totalt i klubblag | Totalt i klubblag | 2            | 0            | 1         | 0         | 0              | 0              | 3      | 0      |
| Hammarby IF                                             | 2017              | Allsvenskan       | 1            | 0            | 0         | 0         | 0              | 0              | 1      | 0      |
| Hammarby IF                                             | Totalt i klubblag | Totalt i klubblag | 1            | 0            | 0         | 0         | 0              | 0              | 1      | 0      |
| Antal matcher och mål är korrekt per den 26 april 2017. |                   |                   |              |              |           |           |                |                |        |        |